# Fendoqa
 (mai 2017).
Fendoqa (persan : فندقاع romanisé en Fendoqā‘) est un village dans province de Kerman en Iran. Lors du recensement de 2006, sa population était de 117 habitants répartis dans 34 familles.